# Лангстон (Оклахома)
Лангстон (англ. Langston) — місто (англ. town) в США, в окрузі Логан штату Оклахома. Населення — 1619 осіб (2020).

## Географія
Лангстон розташований за координатами 35°56′24″ пн. ш. 97°15′28″ зх. д. / 35.94000° пн. ш. 97.25778° зх. д. (35.939933, -97.257844). За даними Бюро перепису населення США в 2010 році місто мало площу 9,11 км², з яких 8,05 км² — суходіл та 1,06 км² — водойми. В 2017 році площа становила 11,29 км², з яких 10,23 км² — суходіл та 1,06 км² — водойми.

## Демографія
Згідно з переписом 2010 року, у місті мешкали 1724 особи в 179 домогосподарствах у складі 92 родин. Густота населення становила 189 осіб/км². Було 232 помешкання (25/км²).
Расовий склад населення:
| - 93,2 % — чорних або афроамериканців - 3,1 % — білих - 0,8 % — корінних американців - 0,4 % — азіатів - 0,1 % — вихідців з тихоокеанських островів |

До двох чи більше рас належало 2,3 %. Частка іспаномовних становила 2,0 % від усіх жителів.
За віковим діапазоном населення розподілялося таким чином: 9,6 % — особи молодші 18 років, 87,6 % — особи у віці 18—64 років, 2,8 % — особи у віці 65 років та старші. Медіана віку мешканця становила 19,9 року. На 100 осіб жіночої статі у місті припадало 87,4 чоловіків; на 100 жінок у віці від 18 років та старших — 84,7 чоловіків також старших 18 років.
Середній дохід на одне домашнє господарство становив 41 280 доларів США (медіана — 38 173), а середній дохід на одну сім'ю — 46 280 доларів (медіана — 48 750). За межею бідності перебувало 33,1 % осіб, у тому числі 28,0 % дітей у віці до 18 років та 23,1 % осіб у віці 65 років та старших.
Цивільне працевлаштоване населення становило 617 осіб. Основні галузі зайнятості: освіта, охорона здоров'я та соціальна допомога — 41,3 %, роздрібна торгівля — 15,9 %, мистецтво, розваги та відпочинок — 15,6 %.